# Angerlohe

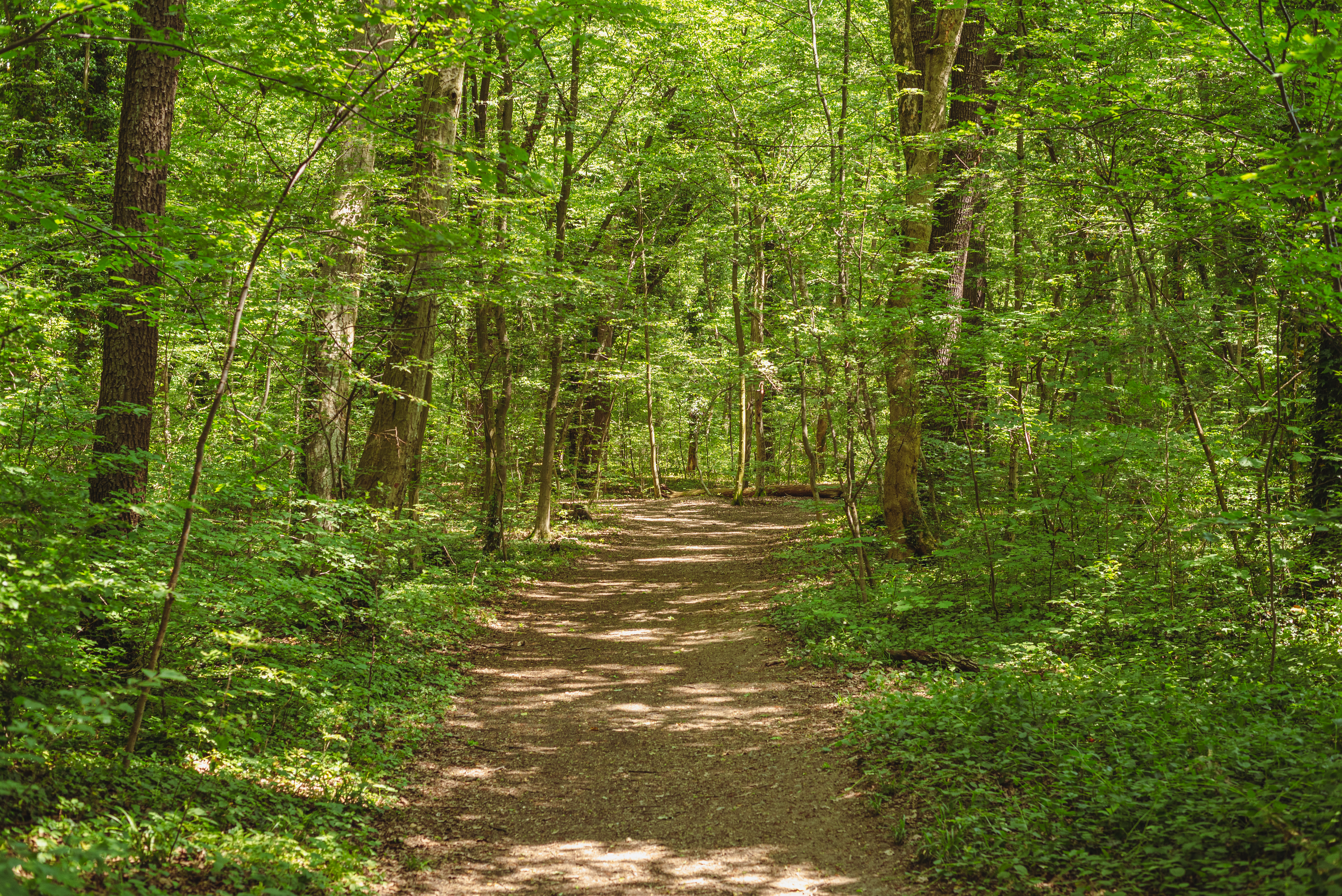
Angerlohe

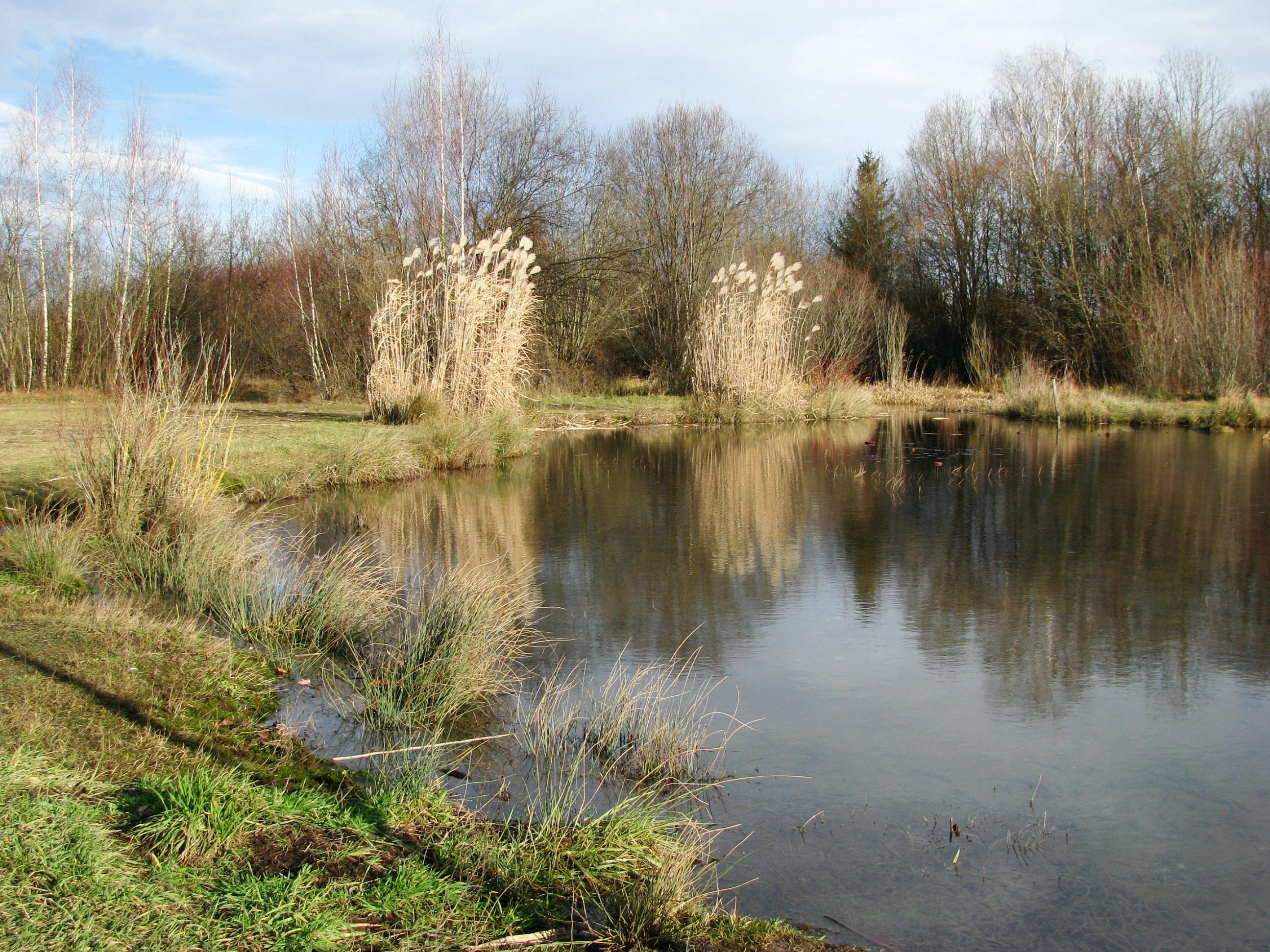
Biotop in der Angerlohe

Die Angerlohe ist ein ca. 40 Hektar großes Waldgebiet im Nordosten des Münchener Stadtteils Untermenzing. 

## Beschreibung
Die Angerlohe ist nach dem Allacher Forst der flächenmäßig bedeutendste Restbestand des ehemaligen Lohwaldgürtels.
Es handelt sich um einen Eichen-Hainbuchenwald, der in historischen Zeiten als sogenannter Niederwald in zeitlichen Abständen zur Brennholzgewinnung genutzt wurde. Der durch diese Nutzung erzeugte lichte Charakter ist in weiten Teilen verloren gegangen, doch sind kleine Lichtungen mit wertvoller Flora vorhanden.
Die Bodenvegetation der Angerlohe ist üppig entwickelt. Es sind u. a. gefährdete bzw. geschützte Arten wie z. B. Märzenbecher, Türkenbund, Aronstab, Gelbes und Weißes Buschwindröschen sowie zahlreiche Pilzarten vertreten. Totholz wird nicht entfernt und ist deshalb reichlich vorhanden. In drei Teichen lebt die geschützte Wechselkröte.
Die Angerlohe ist Teil des Münchner Grüngürtels und als Landschaftsschutzgebiet ausgewiesen. Sie wurde zusammen mit den nördlich angrenzenden Landschaftsteilen und der Allacher Lohe als Fauna-Flora-Habitat-Gebiet (FFH-Gebiet Nr. 7734-302) für den europäischen Biotopverbund Natura 2000 an die Europäische Union gemeldet.